# Монастырь Илии Пророка (Синт-Юбер)
Монастырь Илии Пророка (нидерл. Klooster van de Heilige Elia de Profeet) — православный мужской монастырь Западноевропейской епархии Сербской православной церкви, находящийся в городе Синт-Юбер.
Престольный праздник — 20 июля (2) августа (Илия Пророк)

## История
Монастырь основан по благословению епископа Роттердамского Дионисия (Лукина) в 1972 году монахом Пахомием (нидерл. Pachom (van Neerven), 1935—2007) на его личные средства, доставшиеся по наследству от родителей. Первую литургию на Рождество Христово 1972 года совершил протоиерей Иоанн Хейвман (нидерл. Jan Haveman).
В 1974 году монастырь вошёл в состав Западноевропейского экзархата русских приходов, а 4 ноября монах Пахомий был рукоположен архиепископом Георгием (Тарасовым) в сан иеромонаха.
В 1982 году архиепископом Георгием (Вагнером) монастырю присвоен официальный статус, а в 1985 году с пополнением монастыря новыми насельниками, иеромонах Пахомий был возведён в достоинство игумена. В то же время при монастыре начали жить несколько монахиней, для которых в 1987 году был построен отдельный дом.
В 1991 году игумен Пахомий был возведён в достоинство архимандрита (скончался в 2007 году).
В сентябре 2018 года, в связи с расформированием Западноевропейского экзархата  русских приходов, монастырь перешёл в Западноевропейскую епархию Сербской православной церкви.

## Настоятели
- архимандрит Пахомий (ван Неервен) (1972—2007)
- иеромонах Борис (с 2007)